# Искра, Вениамин Яковлевич
Вениамин Яковлевич Искра (род. 7 февраля 1937, Ростов-на-Дону) — советский футболист, игравший на позиции нападающего. После завершения игровой карьеры — тренер, судья и футбольный функционер. Руководитель «Клуба ветеранов футбола Дона» (2022 год).

## Футбольная карьера
Родился в 1937 году в Ростове-на-Дону. С детства играл в футбол, в 1951 году был замечен тренером Георгием Трейнисом, который пригласил молодого игрока в клуб «Строитель». Несмотря на отсутствие нормальной материально-тренировочной базы, мастерство игрока постепенно росло.
Через некоторое время Искра был приглашён в молодёжный состав ростовского «Динамо», его партнёрами по команде были Энвер Юлгушев, Андриан Жила, Геннадий Матвеев тренировал состав Сергей Домбизов.
В октябре 1956 года перешёл в команду мастеров «Торпедо» (Ростов-на-Дону). С ним одновременно в клуб пришли Виктор Понедельник и Александр Казаков, чуть позже был приглашён Геннадий Матвеев. «Торпедо» в сезоне 1957 года выступало в I зоне класса «Б» чемпионата СССР. По итогам сезона клуб занял четвёртое место в своё зоне, а Искра стал игроком основного состава.
В 1958 году клуб «Торпедо» был переименован в «Ростсельмаш», и занял итоговое третье место в своей зоне класса «Б».
В 1959 году, после выхода в высшую советскую футбольную лигу другого ростовского клуба СКА, в приказном порядке состав ростовских армейцев пополнили игроки «Ростсельмаша» Понедельник, Шевченко, Одинцов, Жила, Юлгушев. Искру этот набор миновал, однако из «Ростсельмаша» ушёл тренер, и находясь в подвешенном состоянии он внял убедительным просьбам Александра Севидова, тренировавшего клуб «Молдова» из класса «А» и перешел в эту команду.
В классе «А» чемпионата СССР Искра сыграл один матч, и вернулся в «Ростсельмаш», за который с небольшими перерывами выступал до момента завершения карьеры в 1964 году.
В первой лиге чемпионата СССР провёл 125 матчей забил 25 голов.

## Судья, тренер, функционер
После завершения игровой карьеры закончил факультет физвоспитания Ростовского педагогического института, и приступил к тренерской деятельности, тренировал детские команды. Вскоре стал работать заместителем председателя спортклуба «Ростсельмаш». В 1975 году занял должность начальника футбольной команды «Ростсельмаш», отработал на руководящей должности 6 лет.
В 1981 году решил заняться судейской деятельностью, вскоре стал арбитром всероссийской категории, судил матчи первой лиги, работал в высшей лиге арбитром на линии.
После выхода на пенсию возглавил «Клуба ветеранов футбола Дона».